# Неосуђујући приступ
Неосуђујући приступ је фундаментални принцип социјалног рада којим социјални радник показује отвореност, толеранцију и нецензурисану комуникацију. Социјални радник не сме осуђивати претходно учињено, већ афирмисати постојеће вредности клијента и акције које нису криминалне. Социјални радник прихвата клијента какав јесте, али је неопходно да усмерава садржај комуникације уз поштовање професионалне тајне, осим у случајевима превенције кривичних дела.